# Јован Курсула
Јован Курсула (Доња Горевница, 1768 – Делиград, 1813) био је српски јунак из Првог српског устанка.

## Биографија
Јован Курсула је рођен 1768. године у Доњој Горевници код Чачка, као Јован Петровић, од оца Велимира и мајке Магдалене. После очеве смрти мајка се преудала у село Цветке код Краљева и са собом је повела и Јована. Као младић Јован је ступио у службу код бега у Мрчајевцима, а његов брат код бега у Бресници. Након освете бегу који му је убио брата у Бресници, Курсула се придружио хајдуцима на Котленику. Ту се брзо истакао храброшћу, а након погибије харамбаше хајдуци су Курсулу изабрали за новог вођу.
Курсула је увек носио дугу и смеђу косу, лице му је било бело, а образи пуни. Био је крупан, у плећима широк и мало погнут. Увек је носио гуњ и чакшире од грубог сукна, на ногама опанке и беле чарапалуке (вунене чарапе). На глави је носио шубару од јагњеће коже. Он се доста касно оженио Босиљком из Пајсијевића, са којом је имао сина Петра.
Када је почео Први српски устанак, Курсула се придружио српској војсци која је опседала Карановац (Краљево) и Чачак. Показао је велику храброст када су Лазар Мутап и 250-300 устаника 5. априла 1805. разбили турску посаду Чачка и заузели га. Иако се борио уз устанике под командом Лазара Мутапа, Курсула је често иступао самостално, водећи са собом неколико момака. Највише се истицао у мегданима. Због велике храбрости коју је испољавао Карађорђе га је сврставао међу војводе. У време затишја Курсула је са својим момцима обилазио путеве око Карановца, штитећи народ од пљачке.
Постоје две верзије приче о томе како је Курсула добио свој надимак. Према једној, 1805. године, током борни са Турцима на Љубићу, Турци су истурили свог мегданџију, тражећи од Срба да пошаљу једног свог борца који би се са њим могао борити. Курсула је одлучио да прихвати борбу, иако су га Лазар Мутап и Арсеније Лома одвраћали. Када је ишао ка Турцима, они су почели да извукују реч курсула. Сазнавши да ово значи мегданџија, устаници су овај надимак дали Јовану. ПО другој верзији, његов надимак потиче од израза кусурати се са Турцима.
Године 1809. Курсула је био међу српским устаницима који су се супротставили Алији Гушанцу у боју на Црном врху. Уз Курсулу је био и Танаско Рајић. Иако су Турци били бројчано надмоћнији, српски устаници су им поставили заседу. Описујући потпуни пораз који је Гушанац претрпео Сима Милутиновић Сарајлија у својој Сербијанки велича јунаштво Рајића и Курсуле.
У војсци се Курсула због своје храбрости истакао као мегданџија. Најпознатији мегдан је водио 1810. године током битке на Варваринском пољу, који је Јован Драгошевић, професор земљописа на Великој школи, опевао у песми Курсула. Курсулин противник у овом боју назван је „Црни арапин“. Курсула се овом турском јунаку супротставио јашући своју најдражу кобилу „Стрину“. Као што је био случај и са другим мегданима које је водио, Курсула је бој започео мирно, пушећи своју лулу са дуваном. За разлику од својих противника, Курсула никада није користио ватрено оружије, већ само сабљу. Курсулина победа у мегдану на Варваринском пољу задивила је не само српске устанике, већ и турску војску.
Умро је у августу 1813. године од рана задобијених у турком нападу на устанички шанац у Делиграду. У рано јутро 6. августа (по старом календару) Курсула је напустио велики шанац и отишао у мањи шанац у ком су биле предстраже, где је разговарао са војводама Новачићем и Парезаном, када је отпочео турски напад. У метежу који је уследио Курсулина кобила „Стрина“ се загубила. Без коња, Курсула се борио са Турцима задобивши је 17 рана. Један од турских војника га је ранио отровним копљем, које се потом заломило у рани. Тако рањен Курсула је тражио да га однесу назад у његово село Цветке, где је и преминуо 16. августа (по старом календару). Одговарајући на питање да ли за нечим жали, Курсула је изрекао своје последње речи: „Вала сам се добрих коња најахао, оружја се красна наносио, непријатељских се глава насекао; ничега већ нисам жељан; али ми је жао моје старе мајке, и жалим што ми се не деси „Стрина“ да се пасјака сит насечем!“. Сахрањен је у гроб своје мајке код старе цветачке цркве брвнаре са западне стране где се и данас налази његов надгробни споменик.
Курсула је учествовао у следећим бојевима:
- Бој на Чачку – март 1805. године
- Бој на Карановцу – јун 1805. године
- Бој на Црном врху – 1809. године
- Бој на Варваринском пољу – септембар 1810. године
- Бој на Делиграду - август 1813. године

По њему су назване ОШ „Јован Курсула” Варварин и ОШ „Јово Курсула” Краљево. Постоји иницијатива да се аутопут Прељина — Појате назове по њему.